# Jules Bordet
Jules Jean-Baptiste Vincent Bordet (n. 13 iunie 1870, Soignies, Valonia, Belgia – d. 6 aprilie 1961, Bruxelles, Belgia) a fost un imunolog și microbiolog belgian, laureat al Premiului Nobel pentru medicină în anul 1913.

## Activitate
În 1898 descoperă sistemul complement, o componentă a sângelui, necesară pentru ca antibioticele să acționeze asupra bacteriilor.